# Guru Amar Das
Guru Amar Das (em panjabi:  ਗੁਰੂ ਅਮਰ ਦਾਸ, ɡʊru əməɾ dɑs) (5 de maio de 1479 – 1 de setembro de 1574) foi o terceiro dos dez gurus siques humanos, tendo recebido o título de Guru em 26 de março de 1552. Ele foi o mais longevo dos gurus, falecendo aos 95 anos.

## Início

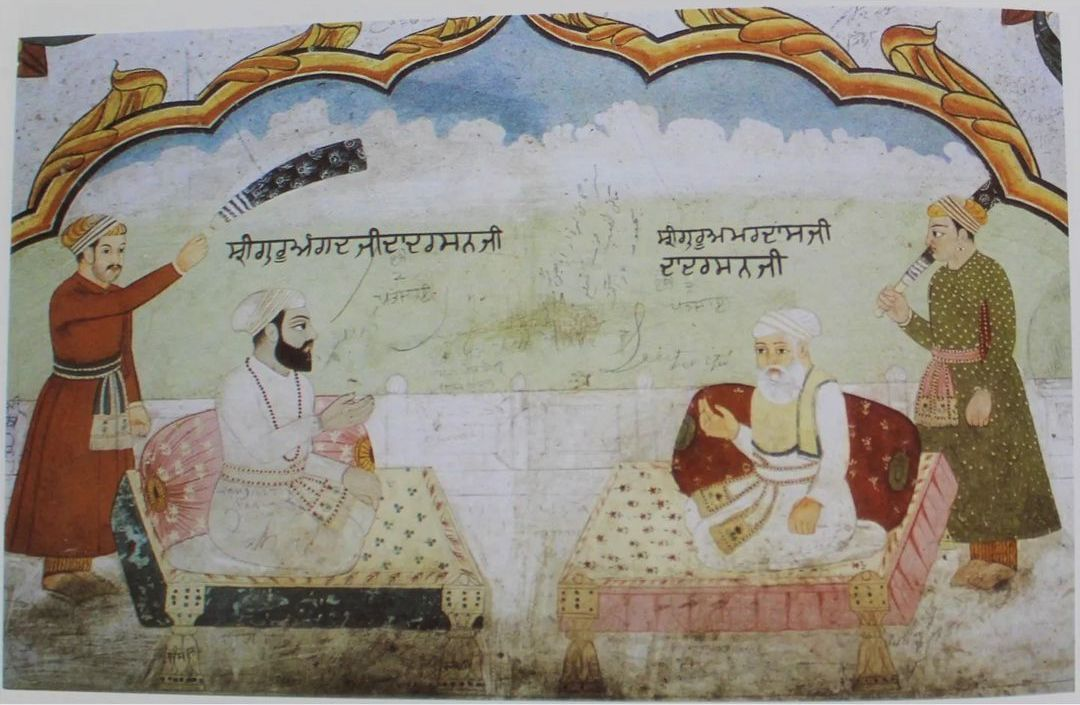
Mural representando Guru Angad e Guru Amar Das com atendentes em um terraço do Bhai Bahlo Darwaza do Darbar de Ram Rai em Dehradun, por volta de 1676-1687. O mural está localizado no complexo Guru Ram Rai Darbar Sahib em Dehradun, Uttarakhand, Índia.

O Guru Amar Das era o filho mais velho do fazendeiro e comerciante Tej Bhan e de Mata Lachmi. Ele mantinha uma loja e vivia numa vila chamada Basarke, próxima à região onde hoje fica Amritsar. Ele casou-se com Mata Mansa Devi, tendo o casal quatro filhos: dois filhos, chamados Bhai Mohan e Bhai Mohri e duas filhas, chamadas Bibi Dani e Bibi Bhani. Bibi Bhani, a mais jovem, mais tarde casar-se-ia com o quarto guru sique, o Guru Ram Das. Antes de se tornar sique, Amar Das foi um devoto praticante do hinduísmo vaishnava. Certo dia, ele ouviu os hinos do Guru Nanak serem cantados por Bibi Amro, filha do Guru Angad. Ela era casada com o irmão do sobrinho de Amar Das, Bhai Jasso. Amar Das impressionou-se e, tocado pelos hinos, decidiu ir conhecer o Guru Angad Dev em Khadur Sahib. Amar Das nessa época estava com 61 anos.

## Adoção do Siquismo
Após o encontro com o Guru Angad Dev, Amar Das foi tocado pela mensagem do guru e se tornou um devoto sique. Ele começou a viver lá e envolveu-se completamente no serviço ao Guru e à comunidade. Ele adotou o guru como seu guia espiritual. Ele tornou-se muito dedicado ao serviço ao guru, tendo extinguido completamente seu orgulho e estando totalmente imerso neste compromisso, o que fez com que ele fosse considerado um homem velho que não tinha interesse na vida, ele foi apelidado de Amru, e geralmente abandonado pelos outros seguidores.

## Guru
Como consequência do comprometimento de Amar Das aos princípios siques, o serviço dedicado e a devoção à causa sique, o Guru Angad Dev indicou Amar Das como o terceiro Guru em março de 1552, aos 73 anos. Ele estabeleceu a sede de suas atividades na cidade recém-criada de Goindwal, estabelecida pelo Guru Angad Dev. O Guru Ram Das fortaleceu a instituição do Langar (a cozinha comunitária). O Guru Amar Das deu início aos sistemas Manji e Piri ao indicar 94 homens como "Manji" e 52 mulheres como "Piri" para a difusão da religião sique. As palavras "manji" (berço de madeira) e "piri" (berço de madeira muito pequeno) são tomadas como berço/selo de autoridade, o que dá nesse contexto aos manji (pregadores siques) e piri (pregadoras siques) a função de detentores de autoridade religiosa para ensinar o conteúdo de sua fé a outros homens e mulheres, respectivamente. Mais tarde, a instituição dos manji foi aprimorada durante o período do sétimo guru, o Guru Har Rai, com o estabelecimento de 360 manjis siques adicionais. Amar Das manteve um relacionamento cordial com o imperador Akbar que, comparado a outros governantes muçulmanos do período, era relativamente menos intolerante. O guru influenciou Akbar a interromper a perseguição aos hindus e aos siques com a remoção da taxa (Jizya), imposta aos não muçulmanos para cruzar os rios Yamuna e Ganges. O guru proibiu os siques de visitar e prestar obediência aos lugares de peregrinação islâmicos.

## Morte e sucessão
Amar Das faleceu aos 95 anos em 1 de setembro de 1574. Antes de sua morte, ele convocou uma congregação dos siques, liderados por Baba Buddha, convocação também atendida pelos dois filhos do guru, Mohan e Mohri. Ele indicou seu genro, Jetha, como sucessor e renomeou-o Ram Das.